# Pelle alla conquista del mondo
Pelle alla conquista del mondo (Pelle erobreren) è un film del 1987 diretto da Bille August, vincitore della Palma d'oro come miglior film al Festival di Cannes 1988 e dell'Oscar al miglior film straniero.
Il film è basato sul primo dei quattro volumi del romanzo Pelle erobreren di Martin Andersen Nexø (1906-10). Del film sono protagonisti Max von Sydow (che per questa parte fu candidato all'Oscar al miglior attore) e il piccolo Pelle Hvenegaard (vincitore di un Young Artist Award).
L'anno precedente la stessa storia era già stata adattata una prima volta per la televisione in Pelle der Eroberer (Germania Est, 1986) per la regia di Christian Steinke, con protagonisti Martin Trettau e il piccolo Stefan Schrader.

## Trama
La storia si svolge tra la fine degli anni '50 dell'Ottocento e l'inizio degli anni '60 dello stesso secolo sull'isola di Bornholm, in Danimarca. Essendo molto poveri, Lasse Karlsson e suo figlio Pelle emigrano dalla Svezia alla Danimarca per cercare una vita migliore. Entrambi trovano lavoro in un podere, ma vengono costantemente discriminati perché sono svedesi. Con il passare del tempo, Pelle impara la lingua e conquista la fiducia di alcune persone, come la moglie del loro padrone e di Erik, un uomo che lavora nello stesso podere. Pelle ha un sogno: poter lasciare la Scandinavia e viaggiare per il mondo con suo padre Lasse. Nonostante l'ostilità degli altri, Pelle non smetterà di avere speranza.

## Riconoscimenti
- 1989 - Premio Oscar
  - Miglior film straniero (Danimarca)
  - Nomination Miglior attore protagonista a Max von Sydow
- 1989 - Golden Globe
  - Miglior film straniero (Danimarca)
- 1990 - Premio BAFTA
  - Nomination Miglior film straniero (Danimarca)
- 1988 - Festival di Cannes
  - Palma d'oro a Bille August
- 1988 - European Film Awards
  - Miglior attore a Max von Sydow
  - Prix Fassbinder a Pelle Hvenegaard
  - Nomination Miglior film
  - Nomination Miglior attore non protagonista a Björn Granath
- 1988 - Premio Robert
  - Miglior film
  - Miglior attore protagonista a Max von Sydow
  - Miglior attore non protagonista a Björn Granath
  - Miglior sceneggiatura a Bille August
  - Miglior fotografia a Jörgen Persson
  - Miglior montaggio a Janus Billeskov Jansen
  - Miglior scenografia a Anna Asp
  - Miglior sonoro a Niels Arild e Lars Lund
- 1988 - Guldbagge
  - Miglior film
  - Miglior attore a Max von Sydow

## Produzione
Il film è una coproduzione danese-svedese di Per Holst Filmproduktion e Svensk Filmindustri (SF).

## Distribuzione
Il film fu distribuito in Danimarca da Kærne Film nel 1987 e negli Stati Uniti da Miramax nel 1988.